# Якуб Кондрау
Якуб Кондрау (пол. Jakób Condrau, лат. Jacobus Condrau; 27 вересня 1779, Кур, Швейцарія — 20 квітня 1836, Тернопіль, Україна) — викладач, професор Полоцької єзуїтської академії.

## Біографія
Наприкінці 18 століття, перебуваючи в Німеччині, вступив до Товариства віри в Ісуса (також «паканісти», «отці віри»), однієї з католицьких конгрегацій, засновники та члени яких прагнули відновити спосіб життя скасованого єзуїтського ордену та під новою назвою відроджувати Товариство Ісуса.
Він приєднався до Товариства Ісуса 24 червня 1805 року в Білорусі. Потім вивчав теологію в Полоцькому єзуїтському колегіумі (1806 -1808). У 1808 -1820 — професор вищої та прикладної математики, фізики, ботаніки та астрономії Полоцького єзуїтського колегіуму та після його перетворення — Полоцької єзуїтської академії. У навчальному процесі широко використовувались експонати музею єзуїтів. (Докладніше про викладання Я. Кондрау своїх курсів див. Т. Б. Блінова.) 15 серпня 1817 р. склав у Полоцьку останні обітниці.
Після вигнання єзуїтів з Російської імперії (1820) викладав математику в Наваррі (Італія), а в подальші роки читав курси філософії та природознавства в Тернопільському єзуїтському колегіумі, де створив кабінет природознавства.
Помер і похований у Тернополі.

## Наукові праці
- Elementa Geometriae Theoreticae et Practicae Authore Jacobo Condrau Societatis Jesu . Polociae: Typis Akademicis Soc. Jesu, 1818 рік.
- Trigonometria plana et sphaerica autore Jacobo Condrau. Polociae: Typis Akademicis Soc. Jesu, 1819.[7]
- Opisanie rzadkiego Kompasu zvanego: Πάνταδείχνουν / Miesięcznik Połocki . 1818 T 3. nr 11. — p. 214—222 .